# Diskografie OneRepublic
Toto je seznam vydané diskografie americké pop rockové kapely OneRepublic.

## Alba

### Studiová alba
| Název                                                                                   | Detaily o albu                                                               | Umístění v hitparádách | Umístění v hitparádách | Umístění v hitparádách | Umístění v hitparádách | Umístění v hitparádách | Umístění v hitparádách | Umístění v hitparádách | Umístění v hitparádách | Umístění v hitparádách | Umístění v hitparádách | Certifikace |
| Název                                                                                   | Detaily o albu                                                               | US                     | AUS                    | AUT                    | CAN                    | GER                    | IRL                    | NLD                    | NZ                     | SWI                    | UK                     | Certifikace |
| --------------------------------------------------------------------------------------- | ---------------------------------------------------------------------------- | ---------------------- | ---------------------- | ---------------------- | ---------------------- | ---------------------- | ---------------------- | ---------------------- | ---------------------- | ---------------------- | ---------------------- | --- |
| Dreaming Out Loud                                                                       | - Vydáno: 20. listopadu 2007 - Vydavatelství: Mosley Music Group, Interscope | 14                     | 4                      | 14                     | 7                      | 7                      | 4                      | 71                     | 3                      | 8                      | 2                      | - RIAA: Gold - ARIA: Gold - BPI: Platinum - BVMI: Platinum - IFPI AUT: Platinum - IFPI SWI: Gold - MC: Gold - RMNZ: Gold       |
| Waking Up                                                                               | - Vydáno: 13. listopadu 2009 - Vydavatelství: Mosley Music Group, Interscope | 21                     | —                      | 28                     | —                      | 19                     | 29                     | 88                     | —                      | 14                     | 29                     | - RIAA: Gold - BPI: Silver - BVMI: Platinum - IFPI AUT: Platinum                                                               |
| Native                                                                                  | - Vydáno: 26. března 2013 - Vydavatelství: Mosley Music Group, Interscope    | 4                      | 8                      | 5                      | 12                     | 4                      | 15                     | 24                     | 12                     | 4                      | 9                      | - RIAA: Platinum - ARIA: Platinum - BPI: Platinum - BVMI: Platinum - IFPI AUT: Platinum - IFPI SWI: Platinum - MC: 3× Platinum |
| Oh My My                                                                                | - Vydáno: 7. října 2016 - Vydavatelství: Mosley Music Group, Interscope      | 3                      | 8                      | 8                      | 4                      | 6                      | 5                      | 14                     | 5                      | 3                      | 6                      | - BPI: Silver |
| Human                                                                                   | - Vydáno: 27. srpna 2021 - Vydavatelství: Mosley Music Group, Interscope     | 11                     | 10                     | 7                      | 12                     | 8                      | 83                     | 20                     | 14                     | 3                      | 30                     | - IFPI SWI: Platinum |
| Artificial Paradise                                                                     | - Vydáno: 12. července 2024 - Vydavatelství: Mosley Music Group, Interscope  | 50                     | 61                     | 8                      | 24                     | 23                     | 90                     | —                      | 25                     | 8                      | 46                     | - MC: 2× Platinum |
| "—" značí, že se nahrávka neumístila v hitparádách nebo v tomto území ani nebyla vydána |                                                                              |                        |                        |                        |                        |                        |                        |                        |                        |                        |                        | |

### Koncertní alba
| Název               | Detaily o albu                                                          |
| ------------------- | ----------------------------------------------------------------------- |
| One Night in Malibu | - Vydáno: 4. února 2022 - Vydavatelství: Mosley Music Group, Interscope |

### Kompilační alba
| Název                                     | Detaily o albu                                                           |
| ----------------------------------------- | ------------------------------------------------------------------------ |
| OneRepublic (Japan Paradise Tour Edition) | - Vydáno: 15. února 2023 - Vydavatelství: Mosley Music Group, Interscope |

## Extended play
| Název                                                         | Detaily o EP                                                                | Certifikace      |
| ------------------------------------------------------------- | --------------------------------------------------------------------------- | ---------------- |
| Hit 3 Pack: Stop and Stare – Video EP (The Stripped Sessions) | - Vydáno: 19. února 2008 - Vydavatelství: Mosley Music Group, Interscope    |                  |
| Live Session (iTunes Exclusive)                               | - Vydáno: 28. října 2008 - Vydavatelství: Mosley Music Group, Interscope    |                  |
| All the Right Moves (Remixes)                                 | - Vydáno: 1. ledna 2010 - Vydavatelství: Mosley Music Group, Interscope     |                  |
| Live from Zurich                                              | - Vydáno: 5. října 2010 - Vydavatelství: Mosley Music Group, Interscope     |                  |
| Live from Dortmund                                            | - Vydáno: 6. července 2011 - Vydavatelství: Mosley Music Group, Interscope  |                  |
| I Lived                                                       | - Vydáno: 7. října 2014 - Vydavatelství: Interscope                         |                  |
| Sunshine. The EP                                              | - Vydáno: 31. prosince 2021 - Vydavatelství: Mosley Music Group, Interscope | - ARIA: Platinum |
| I Ain't Worried (Versions)                                    | - Vydáno: 12. května 2023 - Vydavatelství: Mosley Music Group, Interscope   |                  |

## Singly

### Jako hlavní umělec
| Název                                                                                   | Rok  | Umístění v hitparádách | Umístění v hitparádách | Umístění v hitparádách | Umístění v hitparádách | Umístění v hitparádách | Umístění v hitparádách | Umístění v hitparádách | Umístění v hitparádách | Umístění v hitparádách | Umístění v hitparádách | Certifikace | Album                   |
| Název                                                                                   | Rok  | US                     | AUS                    | AUT                    | CAN                    | GER                    | IRL                    | NLD                    | NZ                     | SWI                    | UK                     | Certifikace | Album                   |
| --------------------------------------------------------------------------------------- | ---- | ---------------------- | ---------------------- | ---------------------- | ---------------------- | ---------------------- | ---------------------- | ---------------------- | ---------------------- | ---------------------- | ---------------------- | --- | ----------------------- |
| "Apologize" (sólo nebo s Timbaland)                                                     | 2007 | 2                      | 1                      | 1                      | 1                      | 1                      | 2                      | 1                      | 1                      | 1                      | 3                      | - RIAA: 4× Platinum - ARIA: 11× Platinum - BPI: 3× Platinum - BVMI: 9× Gold - IFPI AUT: 2× Platinum - IFPI SWI: 3× Platinum - MC: Platinum - RMNZ: Platinum | Dreaming Out Loud       |
| "Stop and Stare"                                                                        | 2008 | 12                     | 11                     | 5                      | 16                     | 6                      | 5                      | 18                     | 11                     | 8                      | 4                      | - ARIA: 2× Platinum - BPI: Gold - BVMI: Gold | Dreaming Out Loud       |
| "Say (All I Need)"                                                                      | 2008 | —                      | —                      | —                      | 75                     | 41                     | 48                     | 32                     | —                      | —                      | 51                     | | Dreaming Out Loud       |
| "Mercy"                                                                                 | 2008 | —                      | —                      | —                      | —                      | —                      | —                      | 54                     | —                      | —                      | —                      | | Dreaming Out Loud       |
| "Come Home" (se Sara Bareilles)                                                         | 2009 | 80                     | —                      | —                      | —                      | —                      | —                      | —                      | —                      | —                      | —                      | | Dreaming Out Loud       |
| "All the Right Moves"                                                                   | 2009 | 18                     | —                      | 9                      | 27                     | 14                     | 5                      | 14                     | 8                      | 2                      | 26                     | - RIAA: 2× Platinum - ARIA: Gold - BVMI: Gold - IFPI AUT: Gold - IFPI SWI: Gold - MC: Platinum - RMNZ: Gold                                                 | Waking Up               |
| "Secrets"                                                                               | 2009 | 21                     | 93                     | 4                      | 32                     | 3                      | —                      | 15                     | 27                     | 19                     | 77                     | - RIAA: 2× Platinum - ARIA: 2× Platinum - BPI: Gold - BVMI: 3× Gold - IFPI AUT: Platinum                                                                    | Waking Up               |
| "Marchin On"                                                                            | 2010 | —                      | —                      | 7                      | —                      | 6                      | —                      | —                      | 23                     | 37                     | —                      | - BVMI: Gold - IFPI AUT: Gold | Waking Up               |
| "Good Life"                                                                             | 2010 | 8                      | 62                     | 9                      | 5                      | 19                     | 25                     | 25                     | 22                     | 14                     | —                      | - RIAA: 3× Platinum - ARIA: 2× Platinum - BPI: Silver - BVMI: Gold - IFPI AUT: Platinum - RMNZ: Gold                                                        | Waking Up               |
| "Feel Again"                                                                            | 2012 | 36                     | —                      | 19                     | 59                     | —                      | —                      | —                      | —                      | 34                     | —                      | - ARIA: Gold | Native                  |
| "If I Lose Myself"                                                                      | 2013 | —                      | —                      | —                      | —                      | —                      | 14                     | —                      | —                      | —                      | 8                      | - ARIA: 3× Platinum - GLF: 4× Platinum | Native                  |
| "Counting Stars"                                                                        | 2013 | 2                      | 2                      | 4                      | 1                      | 3                      | 2                      | 3                      | 2                      | 9                      | 1                      | - RIAA: Diamond - ARIA: 17× Platinum - BPI: 5× Platinum - BVMI: Diamond - IFPI AUT: 4× Platinum - IFPI SWI: Platinum - MC: Diamond - RMNZ: 2× Platinum      | Native                  |
| "Something I Need"                                                                      | 2013 | —                      | 6                      | 5                      | —                      | 74                     | —                      | —                      | 4                      | 21                     | 78                     | - ARIA: 5× Platinum - RMNZ: Platinum | Native                  |
| "If I Lose Myself" (vs. Alesso)                                                         | 2014 | 74                     | 14                     | 5                      | 41                     | 6                      | —                      | —                      | 16                     | 9                      | —                      | - ARIA: Platinum - BPI: Platinum - BVMI: 3× Gold - IFPI AUT: Platinum - IFPI SWI: Gold - MC: Gold - RMNZ: Gold                                              | Native                  |
| "Love Runs Out"                                                                         | 2014 | 15                     | 22                     | 3                      | 4                      | 3                      | 14                     | 29                     | 20                     | 3                      | 3                      | - ARIA: 2× Platinum - BPI: Platinum - BVMI: Platinum - IFPI AUT: Platinum - IFPI SWI: Platinum - MC: Platinum - RMNZ: Gold                                  | Native                  |
| "I Lived"                                                                               | 2014 | 32                     | 86                     | 48                     | 29                     | 61                     | —                      | —                      | 35                     | —                      | 29                     | - ARIA: 2× Platinum - BPI: Platinum - BVMI: Gold | Native                  |
| "Wherever I Go"                                                                         | 2016 | 55                     | 32                     | 29                     | 38                     | 33                     | 39                     | 28                     | 34                     | 29                     | 29                     | - ARIA: Platinum - BPI: Gold - BVMI: Gold - IFPI AUT: Gold - MC: Gold                                                                                       | Oh My My                |
| "Kids"                                                                                  | 2016 | 96                     | 63                     | 55                     | —                      | 71                     | 66                     | —                      | —                      | 45                     | 58                     | - ARIA: Gold - BPI: Silver | Oh My My                |
| "Let's Hurt Tonight"                                                                    | 2016 | —                      | —                      | 61                     | —                      | 98                     | —                      | —                      | —                      | 26                     | —                      | | Oh My My                |
| "No Vacancy"                                                                            | 2017 | —                      | —                      | 61                     | 74                     | 52                     | 74                     | —                      | —                      | 34                     | —                      | - BVMI: Gold | Singly bez alb          |
| "Rich Love" (se Seeb)                                                                   | 2017 | —                      | 97                     | 58                     | 80                     | 64                     | 40                     | —                      | —                      | 33                     | 84                     | - ARIA: Gold - BVMI: Gold - MC: Gold | Singly bez alb          |
| "Start Again" (feat. Logic)                                                             | 2018 | —                      | 67                     | 72                     | 94                     | 87                     | 52                     | —                      | —                      | 53                     | —                      | - ARIA: Gold | Proč? 13x proto 2. řada |
| "Connection"                                                                            | 2018 | —                      | 116                    | —                      | —                      | —                      | 84                     | —                      | —                      | 92                     | —                      | - ARIA: Gold | Singl bez alb           |
| "Rescue Me"                                                                             | 2019 | —                      | 26                     | 17                     | 58                     | 24                     | 23                     | 71                     | 22                     | 21                     | 52                     | - RIAA: Platinum - ARIA: 3× Platinum - BPI: Silver - BVMI: Gold - IFPI AUT: 2× Platinum - MC: Gold - RMNZ: Gold                                             | Human                   |
| "Wanted"                                                                                | 2019 | —                      | 78                     | —                      | —                      | —                      | 75                     | —                      | —                      | 37                     | —                      | - ARIA: Gold | Human                   |
| "Didn't I"                                                                              | 2020 | —                      | —                      | 66                     | —                      | —                      | —                      | —                      | —                      | 38                     | —                      | - ARIA: Gold | Human                   |
| "Better Days"                                                                           | 2020 | —                      | —                      | —                      | —                      | —                      | —                      | —                      | —                      | 53                     | —                      | - ARIA: Gold | Human                   |
| "Lose Somebody" (s Kygo)                                                                | 2020 | 88                     | 31                     | 28                     | 45                     | 45                     | 35                     | 33                     | —                      | 20                     | 46                     | - RIAA: Platinum - ARIA: Platinum - BPI: Silver - IFPI AUT: Platinum - IFPI SWI: Gold - MC: Platinum                                                        | Human                   |
| "Wild Life"                                                                             | 2020 | —                      | —                      | —                      | —                      | —                      | —                      | —                      | —                      | —                      | —                      | | Human                   |
| "Run"                                                                                   | 2021 | —                      | 56                     | 29                     | 56                     | 19                     | 40                     | 21                     | —                      | 15                     | 90                     | - ARIA: 2× Platinum - BPI: Silver - BVMI: Gold - MC: 3× Platinum - IFPI AUT: Platinum                                                                       | Human                   |
| "Someday"                                                                               | 2021 | —                      | —                      | —                      | —                      | —                      | —                      | —                      | —                      | 78                     | —                      | - ARIA: Gold | Human                   |
| "Sunshine"                                                                              | 2021 | —                      | —                      | 36                     | —                      | 63                     | —                      | 29                     | —                      | 14                     | —                      | - BVMI: Gold - IFPI AUT: Platinum - IFPI SWI: Platinum - MC: 2× Platinum                                                                                    | Artificial Paradise     |
| "West Coast"                                                                            | 2022 | —                      | —                      | —                      | —                      | —                      | —                      | —                      | —                      | 65                     | —                      | - IFPI AUT: Gold - IFPI SWI: Gold - MC: Gold | Artificial Paradise     |
| "You Were Loved" (s Gryffin)                                                            | 2022 | —                      | —                      | —                      | —                      | —                      | —                      | —                      | —                      | —                      | —                      | | Alive                   |
| "I Ain't Worried"                                                                       | 2022 | 6                      | 2                      | 10                     | 3                      | 19                     | 4                      | 6                      | 1                      | 6                      | 3                      | - RIAA: Platinum - ARIA: 8× Platinum - BPI: 2× Platinum - BVMI: Gold - IFPI AUT: 3× Platinum - IFPI SWI: 2× Platinum - MC: 3× Platinum - RMNZ: 4× Platinum  | Artificial Paradise     |
| "Runaway"                                                                               | 2023 | —                      | —                      | —                      | —                      | —                      | —                      | 26                     | —                      | —                      | —                      | | Artificial Paradise     |
| "Mirage" (s Mishaal Tamer)                                                              | 2023 | —                      | —                      | —                      | —                      | —                      | —                      | —                      | —                      | —                      | —                      | | Artificial Paradise     |
| "Dear Santa"                                                                            | 2023 | —                      | —                      | 56                     | 72                     | 42                     | —                      | 78                     | —                      | 80                     | —                      | | Singl bez alb           |
| "I Don't Wanna Wait" (s David Guetta)                                                   | 2024 | 96                     | 57                     | 8                      | 27                     | 10                     | 18                     | 12                     | —                      | 7                      | 19                     | - ARIA: Platinum - BPI: Gold - MC: Platinum - IFPI SWI: Gold                                                                                                | Artificial Paradise     |
| "Nobody"                                                                                | 2024 | —                      | —                      | —                      | —                      | —                      | —                      | —                      | —                      | —                      | —                      | | Artificial Paradise     |
| "Fire (Official UEFA Euro 2024 Song)" (s Meduza a Leony)                                | 2024 | —                      | —                      | 49                     | —                      | 29                     | —                      | 68                     | —                      | 68                     | —                      | | Artificial Paradise     |
| "Hurt" (sólo nebo s Jelly Roll)                                                         | 2024 | —                      | —                      | —                      | —                      | —                      | —                      | —                      | —                      | —                      | —                      | | Artificial Paradise     |
| "Sink or Swim"                                                                          | 2024 | —                      | —                      | —                      | —                      | —                      | —                      | —                      | —                      | —                      | —                      | | Artificial Paradise     |
| "Chasing Paradise" (s Kygo)                                                             | 2025 | —                      | —                      | —                      | —                      | 91                     | —                      | 96                     | —                      | 76                     | —                      | | bude oznámeno           |
| "Tell Me" (s Karan Aujla a Ikky)                                                        | 2025 | —                      | —                      | —                      | 54                     | —                      | —                      | —                      | —                      | —                      | —                      | | bude oznámeno           |
| "Invincible"                                                                            | 2025 | —                      | —                      | —                      | —                      | —                      | —                      | —                      | —                      | —                      | —                      | | bude oznámeno           |
| "Starlight (The Fame)" (s The Supermen Lovers)                                          | 2025 | —                      | —                      | —                      | —                      | —                      | —                      | —                      | —                      | —                      | —                      | | Singl bez alb           |
| "Beautiful Colors"                                                                      | 2025 | —                      | —                      | —                      | —                      | —                      | —                      | —                      | —                      | —                      | —                      | | bude oznámeno           |
| "—" značí, že se nahrávka neumístila v hitparádách nebo v tomto území ani nebyla vydána |      |                        |                        |                        |                        |                        |                        |                        |                        |                        |                        | |                         |

### Jako vedlejší umělec
| Název                                      | Rok  | Umístění v hitparádách | Umístění v hitparádách | Umístění v hitparádách | Umístění v hitparádách | Album        |
| Název                                      | Rok  | US Dance               | IRL                    | SWE                    | SWI                    | Album        |
| ------------------------------------------ | ---- | ---------------------- | ---------------------- | ---------------------- | ---------------------- | ------------ |
| "Stranger Things" (Kygo feat. OneRepublic) | 2018 | 13                     | 92                     | 56                     | 48                     | Kids in Love |
| "Bones" (Galantis feat. OneRepublic)       | 2019 | 17                     | 54                     | 49                     | 63                     | Church       |

### Promo singly
| "Everybody Loves Me"                                                                    | 2009 | — | —  | 61 | — | Waking Up                              |
| "What You Wanted"                                                                       | 2013 | — | —  | —  | — | Native                                 |
| "Future Looks Good"                                                                     | 2016 | — | 90 | —  | — | Oh My My                               |
| "A.I." (feat. Peter Gabriel)                                                            | 2016 | — | —  | —  | — | Oh My My                               |
| "Lift Me Up" (original nebo Michaël Brun remix)                                         | 2017 | — | —  | —  | — | Oh My My                               |
| "Truth to Power"                                                                        | 2017 | — | —  | —  | — | An Inconvenient Sequel: Truth to Power |
| "Champagne Supernova" (Oasis cover)                                                     | 2017 | — | —  | —  | — | Promo singly bez alb                   |
| "Born to Race"                                                                          | 2017 | — | —  | —  | — | Promo singly bez alb                   |
| "White Christmas"                                                                       | 2018 | — | —  | —  | — | Promo singly bez alb                   |
| "Somebody to Love"                                                                      | 2019 | — | —  | —  | — | Human                                  |
| "—" značí, že se nahrávka neumístila v hitparádách nebo v tomto území ani nebyla vydána |      |   |    |    |   |                                        |

## Další umístěné písně
| "Christmas Without You"                                                                 | 2011 | 74 | —  | Singl bez alb |
| "Burning Bridges"                                                                       | 2014 | —  | 96 | Native        |
| "—" značí, že se nahrávka neumístila v hitparádách nebo v tomto území ani nebyla vydána |      |    |    |               |

## Spolu umělec
| Název                        | Rok  | Další umělec | Album          |
| ---------------------------- | ---- | ------------ | -------------- |
| "Lost Then Found"            | 2009 | Leona Lewis  | Echo           |
| "Marchin On" (Timbo Version) | 2009 | Timbaland    | Shock Value II |
| "Ordinary Human"             | 2014 | The Giver    | Dárce          |

## Videoklipy
| Název                 | Rok  | Režisér                   |
| --------------------- | ---- | ------------------------- |
| "Apologize (Remix)"   | 2007 | Robert Hales              |
| "Stop and Stare"      | 2008 | Anthony Mandler           |
| "Say (All I Need)"    | 2008 | Anthony Mandler           |
| "Mercy"               | 2008 | Chris Sims                |
| "All the Right Moves" | 2009 | Wayne Isham               |
| "Secrets"             | 2009 | Chris Sims                |
| "Marchin On"          | 2010 | Chris Sims                |
| "Good Life"           | 2011 | Ethan Lader               |
| "Feel Again"          | 2012 | Tim Nackashi              |
| "If I Lose Myself"    | 2013 | Michael Muller            |
| "Counting Stars"      | 2013 | James Lees                |
| "Something I Need"    | 2013 | Cameron Duddy             |
| "Love Runs Out"       | 2014 | Sophie Muller             |
| "I Lived"             | 2014 | Noble Jones               |
| "Wherever I Go"       | 2016 | Joseph Kahn               |
| "Kids"                | 2016 | Hal Kirkland              |
| "Let's Hurt Tonight"  | 2016 | David Frankel             |
| "Rich Love"           | 2017 | Isaac Rentz               |
| "Born to Race"        | 2018 | Joshua Lipton             |
| "Start Again"         | 2018 | James Lees                |
| "Connection"          | 2018 | Joe Pront                 |
| "Rescue Me"           | 2019 | Christian Lamb            |
| "Wanted"              | 2019 | Christian Lamb            |
| "Didn't I"            | 2020 | Christian Lamb            |
| "Better Days"         | 2020 | Josh Ricks                |
| "Wild Life"           | 2020 | Christian Lamb            |
| "Run"                 | 2021 | Tomás Whitmore            |
| "Someday"             | 2022 | Miles Cable a Issac Rentz |
| "West Coast"          | 2022 | Tomás Whitmore            |
| "I Ain't Worried"     | 2022 | Issac Rentz               |
| "Runaway"             | 2023 | Tomás Whitmore            |
| "Mirage"              | 2023 | Tomás Whitmore            |
| "Dear Santa"          | 2023 | Mr. Oz                    |
| "I Don't Wanna Wait"  | 2024 | Issac Rentz               |
| "Fire"                | 2024 | Kevin Ferstl              |
| "Nobody"              | 2024 | neznámé                   |
| "Sink or Swim"        | 2024 | Isaac Rentz               |
| "Hurt"                | 2024 | Isaac Rentz               |